# Overboeking
Overboeking is de algemene term die beschrijft dat er meer capaciteit wordt aangeboden dan er in werkelijkheid beschikbaar is. Een verkoper of aanbieder verwacht dat niet al de aangeboden diensten opgenomen worden en neemt bewust het risico dat af en toe niet alles geleverd kan worden. In het bijzonder:

## Reizigersvervoer
Bijna alle luchtvaartmaatschappijen passen overboeking toe op hun vluchten. In de praktijk is er bij de meeste vluchten een aantal reizigers dat niet komt opdagen (no shows). Daar zijn verschillende redenen voor:
- Gemiste aansluiting door de vertraging van een aansluitende vlucht of ander vervoermiddel.
- Gebruik van een goedkope retourvlucht, terwijl alleen de heenreis wordt gebruikt. Vaak zijn enkeltjes duurder dan retours.
- Reizigers die om diverse redenen hun vlucht niet kunnen halen.
- Zakenreizigers die meerdere vluchten boeken, omdat ze vooraf niet precies weten wanneer ze willen vertrekken.
- Annuleringen op het laatste moment, waarvoor er geen nieuwe reizigers gevonden kunnen worden.

Om te vermijden dat het vliegtuig met lege stoelen gaat vliegen, worden er meer plaatsen verkocht dan er beschikbaar zijn. Er wordt een risico- en kosten-batenanalyse toegepast om te berekenen voor hoeveel plaatsen er overgeboekt kan worden.
Door overboeking bestaat het risico dat er meer reizigers komen opdagen dan er stoelen beschikbaar zijn.

## Oplossingen
Als er problemen dreigen, kan het baliepersoneel nog proberen het probleem op te lossen door:
- Tweede klasreizigers te upgraden naar de eerste klas, indien er plaats is. Deze reizigers genieten dan ook de voordelen van de eerste klas, zoals gratis drankjes.
- Reizigers af te kopen en een aanbod doen voor een latere vlucht (met dezelfde of een andere maatschappij) met of zonder vergoeding. Hier wordt vooral naar het type reiziger gekeken. De wereldreiziger op een sabbatical zal best een dag later willen vertrekken.

Als dit allemaal niet helpt, wordt er gewacht bij de gate, of er nog reizigers zijn die niet voor de vlucht komen opdagen. Daarna wordt aan de hand van het reismotief besloten wie er mee kan. Probleem is vaak dat mensen samen willen reizen en niet opgesplitst willen worden. Voor de achterblijver heeft de maatschappij een vervoersplicht en er moet gezorgd worden voor eventuele overnachting en maaltijden. De reiziger heeft het recht de reis te annuleren en zijn geld terug te krijgen. In Europees verband is er  een forfaitaire vergoeding. Die is €600 voor lange-afstandvluchten en minder voor korte-afstandvluchten.

## Treinen
Weinig bekend is dat ook voor treinen overboeking plaatsvindt. De SNCF geeft bijvoorbeeld reserveringen af met alleen het rijtuignummer. De reiziger kan nog altijd plaatsnemen op de klapstoelen. De reservering met overboeking wordt alleen verkocht aan reizigers die laat boeken en de volle prijs betalen, om ze toch een gelegenheid te geven om mee te gaan. Dit systeem wordt toegepast op de Eurostar Red België-Frankrijk, maar niet van Nederland of Duitsland.

## Bussen
Greyhound Lines Inc., de bekende Amerikaanse lange-afstandbusvervoerder, garandeert geen plaats bij de verkoop van tickets. Passagiers moeten in rijen wachten in het busstation, en het 'wie het eerst komt, die het eerst maalt' wordt toegepast, waarbij de plaatsen aan de voorsten in de rij worden vergeven. Wie geen plaats krijgt, moet wachten op de volgende bus, wat een vertraging van enkele uren kan betekenen.

## Internet
Overboeking is een technische term die vooral gebruikt wordt om de kwaliteit en snelheid van internetaansluitingen te definiëren. Overboeking betekent dat de capaciteit van een internetverbinding gedeeld wordt met verscheidene gebruikers, en dat de maximumcapaciteit van die verbinding niet gegarandeerd is. De mate van overboeking wordt bepaald door de overboekingsfactor. De overboekingsfactor is de (maximum)snelheid van een verbinding zoals die aan een gebruiker beloofd is, gedeeld door het maximumaantal gebruikers van die verbinding. Voorbeeld: een consument heeft een internetaansluiting met 25 Mbit/s downloadsnelheid. Diezelfde verbinding wordt ook gebruikt door 19 andere consumenten die in dezelfde straat of wijk wonen en deze verbinding met elkaar delen. De overboekingsfactor is in dit geval 20. Als alle 20 consumenten tegelijkertijd data ophalen van het internet dan zou de downloadsnelheid per gebruiker kunnen dalen naar {{{1}}} Internetaanbieders gaan ervan uit dat die 20 consumenten (bijna) nooit tegelijkertijd data ophalen of versturen, waardoor de gebruikers meestal een hogere snelheid ervaren dan het opgedeelde minimum (1,25 Mbit/s in dit voorbeeld).
In de praktijk wordt voor consumenten-internetverbindingen een overboekingsfactor tussen de 20 en 100 toegepast, afhankelijk van de kwaliteit van de internetaanbieder. Voor zakelijke gebruikers ligt de overboekingsfactor meestal tussen 1 en 20. Sowieso is de capaciteit van het kanaal doorgaans ten minste een factor 2 hoger dan de hoogste verkochte snelheid.
Overboeking kan plaatsvinden in verschillende delen van het netwerk van de internetaanbieder. Bij kabelinternet vindt overboeking plaats op de kabel van consument naar de wijkcentrale (het eerste stukje van de verbinding vanaf consument naar internet). Bij VDSL2 is het eerste stukje (de telefoonlijn) naar de wijkcentrale niet overboekt en bestaat de rest van de verbinding uit glasvezel. Bij glasvezel ("fiber to the home") is de backbone van de provider de beperkende factor, deze is relatief gemakkelijk op te schalen en daardoor zijn er tot op heden nog geen snelheidsproblemen op glasvezelverbindingen.